# 大斯克尼特
50°28′38″N 26°50′25″E / 50.47722°N 26.84028°E
大斯克尼特（烏克蘭語：Великий Скнит），是烏克蘭西部的村莊，隸屬赫梅利尼茨基州的舍佩蒂夫卡區。該村始建於1696年，面積2.25平方公里，海拔高度225米，2001年人口584。